# 灌籃高手角色列表
灌籃高手角色列表是漫畫、電視動畫及劇場動畫作品《灌籃高手》中的登場角色。
本條目中的台灣版配音員，是指在中華電視公司首播版中出现的配音員（即「華視版」）。台灣動畫代理商博英社發售的VHS錄影帶，則收錄了另一版的中文配音（「博英社VHS版」）。該版本沿用了華視版的主力陣容，但多次出現中途換角。中國大陸地區播出《灌籃高手》時，大陸發行方採用了集英社提供的VHS版本音源，但第57-64集音源缺失、被換成廣東地區的部分配音員補配。
本條目中的香港版粵語配音員，如非列明均為亞洲電視本港台首播版中出现的配音員（即「ATV版」）。另外還有飛圖二友發行有限公司推出集數不齊全的鐳射影碟版（「飛圖LD版」）。劇場版影音產品方面，有安樂影視有限公司授權、亞洲影帶出版社有限公司推出的部分劇場版鐳射影碟（「安樂劇場版」）以及鐳射娛樂有限公司發行第一部劇場版的VCD及DVD（「鐳射娛樂版」）。
本條目中的新加坡版華語配音，事實上為新加坡當地電視台委託中國大陸遼寧兒童藝術劇院所錄製，配音員全部為中國大陸人士；該版本從未在中國大陸播出。

## 神奈川縣登場學校

### 湘北高中
本作主角群就讀的普通高中。以往的湘北籃球隊只是一支默默無名的三流球隊，除了主力中鋒赤木剛憲及前鋒木暮公延之外完全沒有值得一提的球員。直到富丘中學的王牌流川楓和潛力新秀櫻木花道等好手陸續加入，以及前國中MVP射手三井壽與全縣前五名的控球後衛宮城良田傷癒復原後，才具備進軍全國大賽的實力。
在县大会首回合碾压战胜去年八强的三浦台高中，后接连战胜角野、高畑以及去年八强之一的津久武，在八强战中战胜去年县大会亚军翔阳高中跻身县大会决赛圈。在决赛圈首战惜败于神奈川第一强队海南大附属高中，后接连战胜武里和陵南后历史性地首次代表神奈川县参加全国大赛（IH）。
在全國大賽中第一回合先以91：87擊敗大阪地区代表队，全国八强常客，被评为A級的豐玉，第二回合以黑馬之姿79：78險勝IH三連霸的超級強隊山王工業高中，第三回合因與山王一戰筋疲力盡，最後慘敗於愛和學院，但已是歷年來最佳成績。
湘北高中取景自東京都立武藏野北高等學校。現實原型可能參考曾和日本首屈一指冠軍強校能代工業高中交手並一度落後達20分，但差點上演大逆轉，最後以一分之差打敗飲恨的仙台高中籃球隊。

#### 湘北籃球隊

##### 先發球員
最厲害的五名球員，有「湘北五虎將」之稱。
櫻木花道（／ Sakuragi Hanamichi）
- 日本配音員：草尾毅／木村昴（THE FIRST SLAM DUNK）
- 台灣配音員：于正昇（電視版、博英社VHS版、劇場版、手遊版、THE FIRST SLAM DUNK）／曹冀魯（博英社VHS版〈第3～4集〉）
- 香港配音員：梁志達（ATV版、手遊版廣告、THE FIRST SLAM DUNK〈公映版〉）／黃志成（飛圖LD版）／郭志權（安樂劇場版）／何家裕（THE FIRST SLAM DUNK〈串流版〉）
- 中國大陸配音員：張明亮（辽艺）／于正昇（THE FIRST SLAM DUNK）

本作中心人物，一年級；身高：188公分（入学时）→189.2公分（打完县大会）；體重：83公斤；背號：10；籃球位置：大前鋒（PF，大部分比赛）、中锋（赤木不在场时）；生日：4月1日。
和光初中畢業。國中時代曾創下連續對五十名女孩告白但全部遭到拒絕的「紀錄」。故事最初因第50位拒絕告白的女生喜歡籃球部的小田而對籃球這項運動產生敵意，在赤木晴子的游說下，同時為吸引喜愛籃球的晴子注意，在沒有籃球底子的情況下，進入了湘北高中籃球隊。父親因已過世，櫻木軍團為其最好的幾個朋友，在櫻木有需要時定必挺身而出支持櫻木。而進入籃球隊後與同樣有著被多位女性拒絕告白的宮城良田有不錯的私交。
滿頭紅髮是其明顯特徵，不熟悉櫻木的對手和觀眾往往以「紅頭」或「紅頭髮」稱呼櫻木。在海南戰敗北後剃光頭後被稱為「紅頭和尚」。個性單純易受奉承，即使在賽事中陷入低潮，只要知道晴子在擔心或鼓勵他，就會恢復元氣，因此又被櫻木軍團稱為「單純王」。常把「天才」二字掛在嘴邊，個性外向粗線條又單純。
虽然从未经历过系统的训练，但身体素质極為勁爆，彈跳力、力量、速度和爆發力极为驚人，可以助跑后从罚球线起跳触碰到篮筐（身体素质同样出色的泽北表示自己做不到）。凭借其身体素质开发出許多招式，更有著冠絕全書的搶籃板能力，在多场比赛中让所有人都目瞪口呆。护框功力僅次隊長赤木，體力也是湘北全隊最好的人，比賽從頭到尾始終能全場飛奔。但因經驗不足防守能力較差，曾被對手的教練評價為湘北最大弱點之一。在全國大賽時期一對一單防能力有顯著提升不再是防守漏洞。場上表現遇強則強，但遇弱則弱。縣大賽中曾讓花形、高砂甚至牧都吃盡苦頭，面對神奈川第一長人魚住也讓他犯了兩次規，其中一次更讓他拿下第四犯下場，關鍵時刻甚至蓋了魚住火鍋，但對著海南的板凳球員宮益卻反而無可奈何。最大缺點為對籃球規則不夠了解常犯規，在早期賽事中經常被判五犯離場，后来也多次出现走步或者干扰球等违例情况，因为思维过度活跃，在比赛中会出现发呆和注意力不集中的问题。
县大会在翔陽戰前未担任先发5人，直到翔陽戰開始，为了对抗翔阳的“长人阵”而取代木暮成先發球員。另一大不足為得分能力低下，只能使用帶球上籃與灌籃來進球，没有助跑的情况下即使在篮下也不具备投篮能力，因而被海南大附属教练看穿。為了彌補進攻能力的缺陷，在海南戰後接受赤木的特訓學會在三秒区附近投籃。陵南戰結束後又在全國大賽之前學會中距離跳投，並在安西教練安排的兩萬球特訓中逐漸掌握投籃技巧。在對豐玉的比賽中進了兩個中距離，令來自神奈川的所有人驚愕。對山王一戰背部受傷，但仍於最後一秒接到流川的傳球逆轉比賽使湘北反敗為勝。籃框右邊四十五度角是他命中率最高的投籃位置。
對本作很多角色都不太尊敬，喜歡給人取綽號。例如稱赤木剛憲為【大猩猩】（雖然三井1年級時即叫赤木大猩猩）、稱木暮公延為【眼鏡哥】、叫流川楓【臭狐狸】、叫不良少年時期的三井壽【女男(或翻譯為娘娘腔)】、称呼牧紳一【中年人】（或翻译为【大叔】）、称呼魚住純【猴老大】、称呼藤真健司【後補的（球員）】、称呼花形透【四眼田雞】、称呼田岡茂一【老頭子】、叫清田信長【野猴子】、称呼河田雅史【秃头猩猩或東非猿人】、称呼野边将广【图腾柱】、称呼澤北榮治【小和尚】、叫河田美紀男【肉丸子】。对教练不用尊称，而称呼【老爹】（也翻译为【老头子】），日常生活中也不太講敬語（这一点在日本是相当受忌讳的）。
黑板漫畫「十日後」提到櫻木為了復出努力養傷復健。
一般認為作者取材自NBA芝加哥公牛隊的球員丹尼斯·羅德曼（Dennis Rodman），背號則取自羅德曼在底特律活塞隊時的10號。
流川楓（／ Rukawa Kaede）
- 日本配音員：綠川光／神尾晉一郎（THE FIRST SLAM DUNK）
- 台灣配音員：官志宏（電視版、博英社VHS版〈前期．後期〉、手遊版）／趙明哲（博英社VHS版〈中期〉）／李世揚（劇場版）／張騰（THE FIRST SLAM DUNK）
- 香港配音員：雷霆（ATV版、THE FIRST SLAM DUNK〈公映版〉）／馮錦堂（飛圖LD版）／林國雄（安樂劇場版）／杜景煜（THE FIRST SLAM DUNK〈串流版〉）
- 中國大陸配音員：韓力（辽艺）／官志宏（THE FIRST SLAM DUNK）

一年級；身高：187公分；體重：75公斤；背號：4（国中3年級）→11（高中一年级）；籃球位置：小前鋒（SF，大部分比赛）、大前锋（个别情况下）；生日：1月1日。
被稱為“超級新人”，是一位全方位的球員，外線、中距離以及切入都能得分，可以說是湘北隊的王牌球員。自我中心是缺點，後來被安西教練及對手仙道點化才懂得分享球權，其實具有不錯的傳球視野。富丘中學畢業，彩子的學弟，中學時代已經是王牌級的球員。沉默寡言，總是一副撲克臉，是狂熱的籃球癡，除了練球之外，興趣是睡覺，上課時間跟騎腳踏車都能睡，因此常撞到人或路邊車輛。非常受女生歡迎（包括晴子），專屬親衛隊人數在不知不覺中持續增加，但現階段的流川只熱愛於籃球，對女人完全沒興趣，完全沒搭理異性。對陵南的練習賽賽前發球衣時，原本背號是10號，但是在櫻木插隊之下變成11號。
雖是湘北得分主力，但因具有中距離與外線能力沒被多人包夾過（县大会最后一战中陵南教练曾经提醒池上，如果流川枫持球就去协防包夹，但因樱木傳给了木暮，实际上并未出现包夹的情况）。自練習賽敗給陵南後，視仙道為競爭對手，一直想著要超越仙道。
好勝心強，在比賽中比誰都認真。翔陽戰中全队其他人都受制于翔阳首发的身高时，通过个人能力打破僵局并激发全队斗志，其进攻能力和樱木在防守端的能力打出了1+1>2的效果，击溃了翔阳王牌藤真的心理。和海南的比賽中，在大幅落後以及赤木受傷下場的情況下一人獨挑得分大樑，贡献了诸多精彩的单人进攻，包括面对神奈川第一球员牧绅一的空中拉杆扣篮，單節独力砍下25分將比數追平。下半場因體力不支僅得6分，且在暴扣清田後倒下被換下場，但整場比賽仍拿了湘北隊中最高的31分，只可惜最終湘北仍以2分之差敗給海南。因此吸取教訓在和陵南的比賽中學會保留體力，上半場僅得2分（比櫻木得3分少）。陵南戰後向安西教練表示希望前往美國發展，安西認為實力仍不如仙道而堅決反對，並要求先成為「日本第一」，再談美國夢。全國大赛之前和仙道在野球场1v1，被仙道点出其过于注重单打，反而忽视了自己可以利用超强的个人能力帮助球队其他人。全国大赛首战丰玉，在展现个人进攻能力后被丰玉队长南烈用阴招打伤，但下半场忍着红肿的眼睛继续比赛，还凭借手感闭眼罚进一球，其表现是导致南烈下半场发挥失常的关键。次戰对山王工业时对位全国第一人泽北荣治，1v1在攻防两端都被泽北完爆后醒悟了仙道的话语，开始用传球为其他队员创造机会，蜕变成真正具备“突、传、投”三威胁的王牌球员。
黑板漫畫「十日後」中的流川沒什麼改變，依然過著邊騎車邊睡然後出車禍的日子。為了將來能到美國發展，正努力的學習英文。
一般認為作者取材自NBA芝加哥公牛隊的球員麥可·喬登（Michael Jordan），漫畫中流川楓左手肘前的護腕也和喬登同一位置。
赤木剛憲（／ Akagi Takenori）
- 日本配音員：梁田清之、緒方惠美（少年）／三宅健太（THE FIRST SLAM DUNK）
- 台灣配音員：胡大衛（電視版、博英社VHS版〈前期．後期〉）／李香生（博英社VHS版〈中期〉）／林谷珍（劇場版、手遊版、THE FIRST SLAM DUNK）
- 香港配音員：黃志明（ATV版、THE FIRST SLAM DUNK）
- 中國大陸配音員：王余昌（辽艺）／刘北辰（THE FIRST SLAM DUNK）

三年級；身高：193公分（一年級時）→197公分；體重：88公斤→93公斤；背號：4(中學3年級)→10(1年級)→8(2年級)→4(3年級)；籃球位置：中鋒（C）；生日：5月10日。
湘北籃球隊隊長，亦是晴子的兄長。從接觸籃球以來，一直懷抱著「稱霸全國」的夢想。由於長相與體型的關係，被櫻木等人稱為「大猩猩」，也跟牧一樣有被人說長相老的問題。攻守俱佳，毫無懸念為神奈川縣第一中鋒。雙手爆扣的「大猩猩灌籃」，以及壓迫對方禁區攻勢的「蒼蠅拍」是他的招牌絕技。是湘北隊內唯一被敵隊多人包夾過的球員。由於表現優異，因此被大學名校派人延攬。課業成績屬於優等生級。是湘北先發5人當中唯一的優等生，其餘4人都是紅字軍團。
黑板漫畫「十日後」提到赤木雖從籃球隊引退，但仍無法忘情籃球，上課心不在焉而成績下滑。
一般認為此角色的原型為NBA紐約尼克的中鋒派屈克·尤因（Patrick Ewing）。
三井壽（／ Mitsui Hisashi）
- 日本配音員：置鮎龍太郎／笠間淳（THE FIRST SLAM DUNK）
- 台灣配音員：胡大衛（電視版）／李香生（博英社VHS版）／陳彥鈞（劇場版、THE FIRST SLAM DUNK）／林谷珍（手遊版）
- 香港配音員：吕永林（ATV版、THE FIRST SLAM DUNK）
- 中國大陸配音員：辛敏航（辽艺）／圖特哈蒙（THE FIRST SLAM DUNK）

三年級；身高：176公分→184公分；體重：63公斤→70公斤；背號：4(中學3年級)→14；籃球位置：得分後衛（SG）；生日：5月22日。
武石國中畢業王牌球員，中學時代的最有價值球員（MVP）。擁有出色三分外線能力，剛進入湘北籃球隊時被寄予厚望。無奈進了湘北不久即膝蓋受傷，在養傷期間急於回到球場導致舊傷復發。杵著拐杖的三井看見其他隊友活躍在球場上，以為無法再健康打球而灰心離場。離開籃球場後的三井自暴自棄成為不良少年，過著暴力打架的糜爛生活（但始終沒有吸煙）。曾因看不順宮城的出色表現而找他出氣，結果被他撞斷兩顆門牙。在一次闖入湘北高中體育館的衝突事件當中，與籃球隊成員衝突；但遇上恩師安西教練後，自白還是很想打籃球，再次回籃球隊。 由於與赤木同年級，成名又比赤木早，是球隊中唯一敢對赤木叫囂吐槽的人，1年級就叫赤木「大猩猩」，下場往往會被赤木追打。
回到球隊後，因兩年的空窗期，以致於三井在比賽中常出現體力不濟的問題，但其出色的防守能力與球感仍在，是標準的天才型球員。此外，三井有著永不放棄的鬥志，在疲勞的狀態下往往能發揮超常實力，湘北也多次依賴三井的三分球追分，是湘北第二號攻擊手。因中學時代其中一場賽事中，三井被安西教練鼓勵後在最後幾秒射入絕殺三分球反敗為勝而視安西教練為恩師，其後亦因嚮往安西教練拒絕陵南的田岡教練邀請進入湘北。但其學業成績並不出色，和櫻木、流川、宮城同為紅字軍團。海南戰後的隊內練習賽原本擔任裁判，在安西教練安排下出場擔任學長隊的中鋒，將櫻木的缺點徹底展露無遺，促使櫻木開始練習在禁區投籃。
「十日後」交代三井並沒隨赤木及木暮引退，而是繼續留在湘北籃球隊拼冬季選拔賽(與棒球3年級打完夏季大賽即引退不同，籃球可繼續待到冬季選拔賽結束才引退)，藉此作為進入好大學的跳板。因為同屆的赤木與木暮引退只剩下自己，偶爾會有寂寞感覺。
一般認為其創作原型為前NBA得分後衛傑夫·霍納塞克（Jeff Hornacek）。
宫城良田（／ Miyagi Ryouta）
- 日本配音員：鹽屋翼／仲村宗悟（THE FIRST SLAM DUNK）
- 台灣配音員：于正昌（電視版、博英社VHS版〈後期〉、手遊版、THE FIRST SLAM DUNK）／趙明哲（博英社VHS版〈前期〉）／林谷珍（劇場版）
- 香港配音員：黃文偉（ATV版、THE FIRST SLAM DUNK）
- 中國大陸配音員：張文漁（辽艺）／谷江山（THE FIRST SLAM DUNK）

二年級；身高：168公分；體重：59公斤；背號：7；籃球位置：控球後衛（PG）；生日：7月31日。
身形矮小，但有絕佳速度、切入一流，擅長傳導及抄截，缺點為投籃不穩定，在球場上大多以切入及上籃取分。因加入球隊後表現亮眼，被當時因傷脫離籃球場成為流氓的三井仇視，因此曾跟流氓時期的三井打架導致兩人雙雙受傷住院，休養半年後才重回球隊。湘北先發五人當中唯一參與所有賽事而沒因各種原因退場的全勤人物。因身高較矮，常需與比自己高很多的後衛對位。
迷戀著彩子，因休養期間不想為彩子帶來麻煩，而嘗試跟其他女生交往以忘記彩子，但被那些女生全部拒絕，讓宮城內心受創，直至遇到櫻木為止一共被10人拒絕告白。一開始非常敵視只是碰巧和彩子一起上學的櫻木，甚至和櫻木在練球時針鋒相對。但在聽到櫻木被50人拒絕告白後驚訝之餘也深受「感動」，同為天涯淪落人而與櫻木成為好友(直稱櫻木的名字「花道」，而櫻木則以暱稱「小良」稱之)。
「十日後」提到在赤木引退後成為新隊長，以成為嚴格鍛練隊員的魔鬼隊長自栩。
一般認為作者取材自NBA鳳凰城太陽隊時期的凯文·约翰逊（Kevin Johnson）為創作原型。

##### 板凳球員
木暮公延（／ Kogure Kiminobu）
- 日本配音員：田中秀幸／岩崎諒太（THE FIRST SLAM DUNK）
- 台灣配音員：孫中台（電視版、博英社VHS版、劇場版）／官志宏（博英社VHS版〈部分集數〉）／黃天佑（手遊版）／張立昂（THE FIRST SLAM DUNK）
- 香港配音員：曾秉輝（ATV版）／林國雄（安樂劇場版）／張預東（THE FIRST SLAM DUNK）
- 中國大陸配音員：張文漁（辽艺）／藤新（THE FIRST SLAM DUNK）

三年級；身高：178公分；體重：62公斤；背號：5；籃球位置：小前鋒（SF）；生日：7月12日。
湘北籃球隊副隊長。個性溫和好好先生，備受球員尊敬。戴著眼鏡。櫻木習慣稱呼他為「眼鏡君（メガネ君）」（台灣華視中文版稱「眼鏡哥」）。原是先發球員之一，有外線能力，因籃球隊陸續加入好手成為替補，成為湘北第六人。代表作是對陵南替補三井壽出場投出三分球替湘北追加至領先四分保險分的局面。也使輕視他的陵南教練田岡付出慘痛代價。自國中起就為赤木的同學，進入湘北後亦與赤木一同加入籃球隊，全國大賽後跟赤木一起引退。
一說作者取材自芝加哥公牛1992-1993球季控球後衛約翰·帕克森（John MacBeth Paxson）為創作原型，兩人的球衣號碼相同，且木暮對陵南時投進關鍵球時的一幕也與帕克森當年球季總決賽第6戰時射進準絕殺球的一幕極為相似。
安田靖春（／）
- 日本配音員：小野坂昌也／阿座上洋平（THE FIRST SLAM DUNK）
- 台灣配音員：于正昇（電視版、THE FIRST SLAM DUNK）／陳彥鈞（劇場版1．2）→于正昇（劇場版4）／劉峻誠（手遊版）
- 香港配音員：梁偉德（ATV版）、鄺樹培（ATV版〈代配〉）／黃文軒（THE FIRST SLAM DUNK）
- 中國大陸配音員：謝添天（THE FIRST SLAM DUNK）

2年級、165cm、背號：6、控球後衛（PG）、3月28日生
與良田是小學時就已熟識的朋友，球技普通但胸襟開闊，頗具膽識。對陵南的練習賽打滿全場；對陣球風剽悍的豐玉高中時代替櫻木出場，毫不在乎對方的挑釁，代替已經腦充血的宮城冷靜組織攻勢。
潮崎哲士（／）
- 日本配音員：神奈延年／櫻井徹（THE FIRST SLAM DUNK）
- 台灣配音員：何志威（電視版、THE FIRST SLAM DUNK）／李世揚（劇場版1．2）→林士程（劇場版4）
- 香港配音員：陳卓智（ATV版）
- 中國大陸配音員：趙毅（THE FIRST SLAM DUNK）

2年級、170cm、背號：8、得分後衛（SG）、9月23日生。對陵南的練習賽、神奈川縣大賽的第一戰三浦台之戰和決賽的武里之戰中出場過，宮城、三井歸隊後幾乎大部分比賽淪為板凳球員。
角田悟（／）
- 日本配音員：里內信夫／遠藤大智（THE FIRST SLAM DUNK）
- 台灣配音員：于正昌（電視版、THE FIRST SLAM DUNK）／于正昇（劇場版2）→林士程（劇場版4）／何志威（手遊版）
- 香港配音員：待查詢
- 中國大陸配音員：彭堯（THE FIRST SLAM DUNK）

2年級、180cm、背號：9、中鋒（C）、11月4日生
湘北高中禁區替補球員，球技普普。實力不濟的禁區板凳，對陵南的熱身賽中除卻未出院的宮城良田內是唯一沒有出場機會的二年級球員。在湘北隊內一年級生跟高年級生的練習賽中，被球齡僅三個月卻進步神速的櫻木痛宰。在對戰山王工業的上半場，櫻木因流鼻血而下場處理傷口時短暫頂替櫻木，結果光是與野邊將廣卡位的短短時間就用盡了氣力。他自己感嘆道別說跟野邊搶有利位置，就是保著位置都無能為力，櫻木要跟野邊這樣的全國級高手卡位非常不容易。野邊對他的評價則是湘北沒了櫻木，居然派這樣的肉腳跟他卡位。自從被櫻木取代先發位置後基本上沒有太多戲份。但對戰翔陽時，櫻木五犯畢業後替補上場的最後兩分鐘是其代表作，在漫畫沒有詳述的這兩分鐘，少了兩個先發的湘北竟然完全凍結翔陽（動畫中有補充這段過程，而角田個人貢獻一次關鍵救球），獲得了神奈川四強複賽的資格。
桑田登纪（／）
- 日本配音員：森川智之／村田太志（THE FIRST SLAM DUNK）
- 台灣配音員：何志威（電視版）／于正昇（劇場版2）→林士程（劇場版3）／陳宏宇（THE FIRST SLAM DUNK）
- 香港配音員：待查詢
- 中國大陸配音員：蘇尚卿（THE FIRST SLAM DUNK）

1年級、163cm、背號：15、控球後衛（PG）、7月28日生。新生三人組之一，湘北的板凳隊員。國中時期打的是小前鋒，但因為身高不高所以改打控球後衛，看到剛歸隊同樣身材不高的宮城的球技後決定以宮城為學習對象。另外，在對陵南的練習賽中看到同是一年生的流川及櫻木在陽上與對手較量後對他內心非常鼓舞，決心在未來三年都要發奮鍛煉。
石井健太郎（／）
- 日本配音員：神奈延年／堀井茶渡（THE FIRST SLAM DUNK）
- 台灣配音員：何志威（電視版）／林士程（劇場版2．3）
- 香港配音員：待查詢
- 中國大陸配音員：路知行（THE FIRST SLAM DUNK）

1年級、170cm、背號：12、前鋒（F）、1月18日生。新生三人組之一，湘北的板凳隊員。
佐佐岡智（／）
- 日本配音員：里内信夫（第22集）→小野坂昌也→綠川光→幸野善之（第30集起）／星野佑典（THE FIRST SLAM DUNK）
- 台灣配音員：于正昌（電視版）／陳彥鈞（劇場版2）→于正昇（劇場版3）
- 香港配音員：待查詢
- 中國大陸配音員：馬正陽（THE FIRST SLAM DUNK）

1年級、172cm、背號：13、前鋒（F）、10月13日生。新生三人組之一，湘北的板凳隊員。

##### 相關人士
赤木晴子（／ Akagi Haruko）
- 日本配音員：平松晶子／坂本真綾（THE FIRST SLAM DUNK）
- 台灣配音員：王中璇（電視版、博英社VHS版〈後期〉、手遊版、THE FIRST SLAM DUNK）／呂佩玉→許淑嬪（博英社VHS版〈前期．中期〉）／傅其慧（劇場版）
- 香港配音員：曾秀清（ATV版）／曾佩儀（安樂劇場版）／馬倩儀（THE FIRST SLAM DUNK）
- 中國大陸配音員：徐琳→劉莉（辽艺）／沈念如（THE FIRST SLAM DUNK）

一年級，154cm。本作的女主角，一年級，四中畢業，赤木剛憲的妹妹。因為受到哥哥的影響，也喜歡籃球，國中時曾經打過女籃，但升上高中後就不打了。在故事初期甚至指導櫻木如何上籃。個性單純花痴，一直暗戀流川楓，但不知道自己被櫻木花道暗戀，時常幫櫻木加油打氣。看到流川爆發刷分時會當場瘋狂。故事結尾成為籃球隊另一位經理。
彩子（／ Ayako）
- 日本配音員：原榮里子／瀨戶麻沙美（THE FIRST SLAM DUNK）
- 台灣配音員：華姍→蔣篤慧（電視版）／李宛鳳→馮友薇→呂佩玉→方雪莉→汪世瑋（博英社VHS版）／龍顯蕙（劇場版）／汪世瑋（手遊版、THE FIRST SLAM DUNK）
- 香港配音員：譚淑嫻（ATV版、THE FIRST SLAM DUNK）／盧素娟（安樂劇場版）
- 中國大陸配音員：王曉燕（辽艺）／喬詩語（THE FIRST SLAM DUNK）

159cm、二年級。球隊經理，原作中未提及姓氏，當安西教練不在球隊時，兼負助理教練職務。另外她也是流川楓在富丘中學的學姊，同時是宮城良田的暗戀對象，個性活潑有朝氣，豐唇為最大特徵，大紙扇不離手，常揮打櫻木等一二年級隊員，但不敢對三年級球員動手（三井與木暮曾被誤打過）。成績優異，擅長書法，曾寫過「全國制霸」、「破釜沉舟」等字樣來鼓勵球員。
安西光義（／ Anzai Mitsuyoshi）
- 日本配音員：西村知道／寶龜克壽（THE FIRST SLAM DUNK）
- 台灣配音員：孫中台（電視版、博英社VHS版、劇場版、手遊版、THE FIRST SLAM DUNK）／官志宏．胡大衛（博英社VHS版〈部分集數〉）
- 香港配音員：周永光（ATV版）／黃志明（ATV版〈代配〉）／黃志成（THE FIRST SLAM DUNK）
- 中國大陸配音員：辛敏航（辽艺）／程玉珠（THE FIRST SLAM DUNK）

175cm、湘北籃球隊的教練，身型肥胖，貌似肯德基上校。和藹可親，總是「喔呵呵呵」的笑。戰術能力強，也很會帶心，除櫻木比較沒大沒小外，湘北其他隊員都對他非常尊敬。櫻木稱安西為「老頭子（老爹）」，圓渾的下巴與肚皮常被櫻木玩弄，然而即使如此，安西始終都不曾動怒。
年輕時曾是日本國家籃球隊選手，退役後擔任大學籃球教練；由於斯巴達式的訓練風格，有「白髮魔鬼」稱號。後來因愛徒谷澤龍二赴美發展身亡而大受打擊，從此退出大學籃球界，並改變以往的嚴厲執教風格，從那時開始被改稱「白髮彌勒」（但在湘北執教後，有時於賽場上會不經意流露出早年「白髮魔鬼」的氣場）。安西的性格轉變使其妻也深刻感受，認為任教高中後讓他變得開朗不少。在湘北高中任教時意外發現兩位能超越愛徒谷澤的，他們分別是櫻木花道與流川楓。
一般認為角色原型為NBA名人堂教頭「禪師」菲爾·傑克森（Phil Jackson），安西教練外型也跟NBA爵士隊80年代的教練法蘭克·雷登（Frank Layden）非常相像。

#### 櫻木軍團
指樱木花道以及他的四个死黨——水户洋平、大楠雄二、野间忠一郎和高宮望。他們和樱木一样都毕业于和光中学，虽然被称为“不良少年”，但本質並不壞，喜愛惡作劇。他們都直接稱呼櫻木的名字「花道」。在全國大賽前還協助櫻木練投2萬球。
水戶洋平（／ Mito Youhei）
- 日本配音員：森川智之／小林親弘（THE FIRST SLAM DUNK）
- 台灣配音員：于正昇（電視版、博英社VHS版〈後期〉、劇場版、手遊版、THE FIRST SLAM DUNK）／魏伯勤→官志宏（博英社VHS版〈前期．中期〉）
- 香港配音員：羅偉傑（ATV版、THE FIRST SLAM DUNK）
- 中國大陸配音員：趙路（THE FIRST SLAM DUNK）

一年級，169cm。堪稱劇中第一男配角，為櫻木軍團裡的第二號人物，是櫻木花道的同學及摯友。重義氣，個性穩重可靠，偶爾也會和大楠、高宮和野間一起捉弄櫻木。但也是最支持櫻木的人。雖然身形偏小但打架實力超群，等閒兩三人根本不是他的對手，即使面對鐵男也能招架，在三井亂入籃球隊時完全爆揍三井，但比起其他三人算是最講理的人，曾主動化解宮城及大楠的衝突，櫻木軍團最值得信賴的人物。全作唯一被晴子直呼名字的人物。
高宮望（／ Takamiya Nobumi）
- 日本配音員：鹽屋浩三／小畑昌文（THE FIRST SLAM DUNK）
- 台灣配音員：孫中台（電視版、THE FIRST SLAM DUNK）／林士程（劇場版）／張騰（手遊版）
- 香港配音員：陸頌愚（ATV版）／李家傑（THE FIRST SLAM DUNK）
- 中國大陸配音員：夏磊（THE FIRST SLAM DUNK）

一年級，160cm。外表戴眼鏡平頭圓滾滾的胖子，可是常出糗、食量超大，是四人中最常被取笑的對象，但打架時也能讓身形高大的堀田德男落下風。必殺技是「肉球重壓」（不過大多時候受害者都是櫻木花道）。經常取笑櫻木，但也是最常被櫻木攻擊的對象，實際上非常有義氣，湘北對戰海南的比賽，因為櫻木沒有籃底射球的基本練習被識破導致湘北被海南拋離，有觀眾批評櫻木令比賽變得不刺激時，高宮回頭對該觀眾說道：「你試試看再說一遍？看我宰了你」
大楠雄二（／ Ookusu Yuuji）
- 日本配音員：神奈延年／福西勝也（THE FIRST SLAM DUNK）
- 台灣配音員：胡大衛（電視版）／陳彥鈞（劇場版）／孫誠（手遊版）／林谷珍（THE FIRST SLAM DUNK）
- 香港配音員：林國雄（安樂劇場版）
- 中國大陸配音員：沈達威（THE FIRST SLAM DUNK）

一年級，180cm。外表金色頭髮的高個子，最喜歡先挖苦櫻木。可是若朋友被挑釁，往往是最先展開罵戰及出手的人。打架能力不俗，很少在打架中落下風。宮城初次出場時幾乎跟他大打出手，幸被水戶及時化解。
野間忠一郎（／ Noma Chuuichirou）
- 日本配音員：幹本雄之／松田健一郎（THE FIRST SLAM DUNK）
- 台灣配音員：于正昌（電視版）／林谷珍（劇場版）／黃天佑（手遊版）／傅品晟（THE FIRST SLAM DUNK）
- 香港配音員：馮志輝（ATV版、THE FIRST SLAM DUNK）
- 中國大陸配音員：趙乾景（THE FIRST SLAM DUNK）

一年級，175cm。外表老氣，留有鬍子，在櫻木軍團裡面最不喜歡發言，常常提供交通工具。打架能力一般，卻相當耐打。

#### 其他學生
堀田德男（／ Hotta Norio）
- 日本配音員：大塚芳忠／稻田徹（THE FIRST SLAM DUNK）
- 台灣配音員：何志威→于正昌（電視版）／孫誠（手遊版）／夏治世（THE FIRST SLAM DUNK）
- 香港配音員：黎家希（THE FIRST SLAM DUNK）
- 中國大陸配音員：孟祥龍（THE FIRST SLAM DUNK）

三年級，185cm。三井成為不良少年時的同夥，外表惡形惡相，其實本性並不壞，最先察覺三井其實還放不下籃球，籃球部打架事件後為了成全三井回歸籃球部，一力承擔責任。跟鐵男不同，三井回歸籃球部後不但對三井不離不棄，還成為三井親衛隊隊長，總是揮舞寫有「炎之男」的旗幟為三井聲援。名字中的堀（ㄎㄨ）很常被人錯讀成崛（ㄐㄩㄝˊ）。
青田龍彥（／ Aota Tatsuhiko）
- 日本配音員：梅津秀行
- 台灣配音員：何志威→于正昌（電視版）／李世揚（劇場版）／吳文民（手遊版）

三年級，185cm。柔道社主將，與赤木剛憲從國小就是同學，因為國小測身高被赤木嘲笑腿短耿耿於懷，常與赤木鬥嘴，目標是帶領柔道社稱霸全國，暗戀晴子。一直希望爭取櫻木花道成為柔道社社員，但櫻木為了晴子，對青田的拉攏行為一直不為所動。後來率領湘北柔道社稱霸神奈川縣進軍全國大賽，帶著冠軍旗幟到籃球場激勵正在比賽的湘北籃球隊。
藤井（ Fujii）
- 日本配音員：西本悅子→杉本友美→豐嶋真千子
- 台灣配音員：李宛鳳（電視版）／龍顯蕙（劇場版）

一年級，晴子的朋友。短髮。當初覺得櫻木是個很可怕的人，但是看到櫻木在陵南高中練習賽的表現，隔天在學校當面對著櫻木說「那場比賽我非常的感動」，被松井說在比賽時還落下了眼淚。山王高工戰前一晚邀晴子和松井在廣島的親戚家過夜。與晴子在國中時期已經認識。動畫版櫻木接受2萬球特訓時，與晴子、松井3人一起穿著浴衣邀櫻木等人去廟會。喜歡章魚燒。對流川沒興趣的女生之一
松井（ Matsui）
- 日本配音員：西川宏美
- 台灣配音員：華姍→蔣篤慧（電視版）／傅其慧（劇場版）
- 香港配音員：林元春（安樂劇場版）

一年級，晴子的朋友。雙馬尾，香腸嘴。與晴子相反，本來不相信櫻木。湘北擊敗山王之後，在大合照中只露出半張臉。對流川沒興趣的女生之一

#### 湘北相關人士
鐵男
- 日本配音員：佐藤正治
- 台灣配音員：何志威

188cm。三井壽成為不良少年時的好友，當初三井帶人去籃球隊鬧場時將多名湘北球員打傷，但最後被櫻木還手。外表粗獷、充滿男子氣概。三井回到籃球隊後，去醫院複檢膝蓋時巧遇了鐵男，但他支持三井放棄不良少年身份回歸正途，並在向三井道別時（雖然是因為騎摩托車被警察追）說出了那句：「再見了，運動男孩！」後便向三井道別。
河合瑪莉（／ Kawai Mary）
- 日本配音員：住友七繪
- 台灣配音員：李宛鳳

湘北新聞社的記者，動畫原創人物，曾隨湘北遠征靜岡，看到流川楓的表現後忍不住愛上他。
安西夫人（／）
- 日本配音員：高木早苗（劇場版）／鹽田朋子（THE FIRST SLAM DUNK）
- 台灣配音員：華姍→蔣篤慧（電視版）／傅其慧（劇場版）／汪世瑋（THE FIRST SLAM DUNK）
- 中國大陸配音員：馬程（THE FIRST SLAM DUNK）

安西教練的太太，告訴流川楓關於安西教練不讓他前往美國打球的原因。
谷澤龍二（／）
- 日本配音員：中尾巖雄
- 台灣配音員：于正昇
- 香港配音員：鄺樹培（ATV版）

200cm。安西教練於大學執教時最看好的一名學生球員，擁有優異籃球天份，因此特別被安西教練嚴格訓煉，希望谷澤能成大器。可是谷澤認為無聊的基礎動作只是浪費時間，隨後轉學到美國挑戰當地籃壇，想證明自己早有不必苦練基本功的水準。安西教練在谷澤離開後悶悶不樂，經常向其他隊友打聽谷澤在美國的消息。一年後，谷澤寄了一捲錄著其在美國大學校際對抗賽的錄影帶，安西教練看了之後連連搖頭，還直言谷澤「一點進步也沒有」，也從比賽中看出谷澤在美國過的並不好；後來安西教練和其原本的隊友都失去谷澤消息，直到二年後才從報紙的角落小篇報導得知谷澤車禍身亡且血液检测出药物反应，令安西教練大受打擊。後來谷澤的母親整理谷澤遺物時發現一封要給安西教練的信，信中內容盡是對安西教練的懺悔和自責。安西教練自認當初的嚴格教學逼走谷澤間接害他身亡，決定離開大學籃壇這塊傷心地並放棄以往的斯巴達訓練法，到湘北高中擔任教練。每年到了谷澤的忌日，安西教練一定會去祭悼。

### 陵南高中

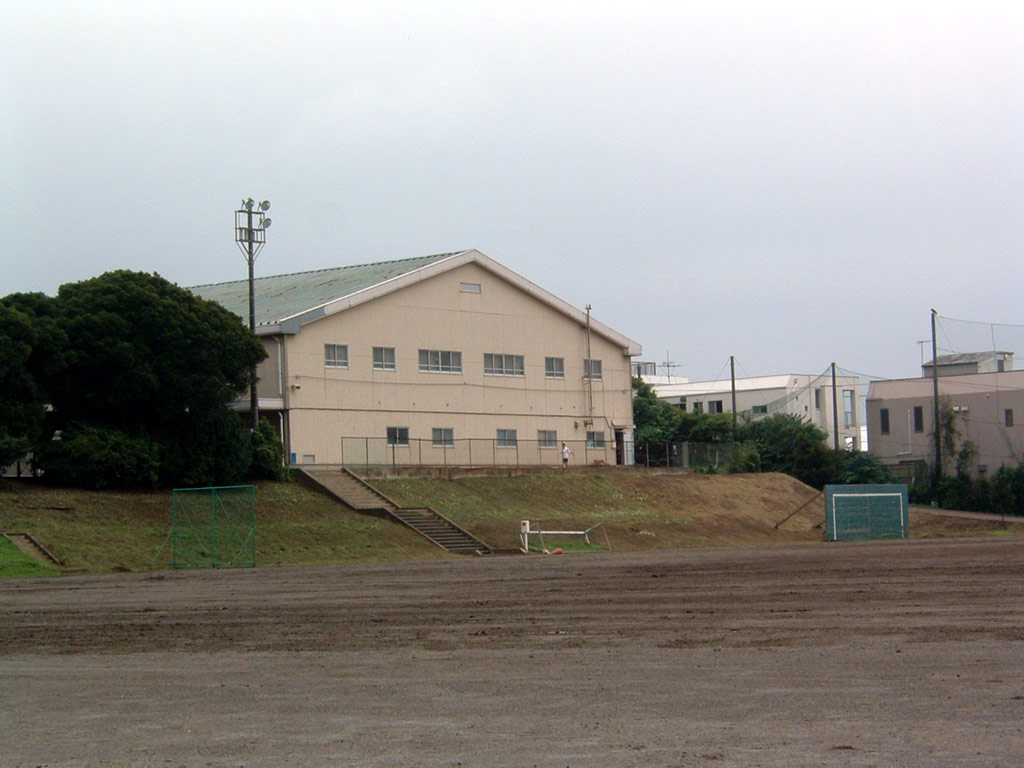
陵南高中體育館的原型：神奈川縣立鎌倉高中體育館

神奈川縣內的強隊之一，也是湘北在大賽前進行友誼賽的對手，在縣大賽四強循環賽中正面遭遇，陣中擁有不少縣內首屈一指的好手。陵南高中取景是鎌倉高中。精神口號為「勇猛果敢」。
魚住純（Uozumi Jun）
日本配音員：岸野幸正；台灣配音員：孫中台（電視版、博英社VHS版、手遊版）；香港配音員：陸頌愚
身高202cm，體重90kg，背號15號(1年級)→9號(2年級)→4號(3年級)，神奈川第一長人，陵南隊長。
初期曾被視為除了身高一無是處的庸才，但在田岡茂一的激勵下咬牙苦撐，成長為陵南隊中流砥柱。
一年級初出茅蘆時受到關注，同時無意間目睹赤木注意著自己，已經覺得對方將會成為自己的競敵。果然一年後的預賽中，陵南與湘北終於交鋒，雖然陵南以大比數痛宰湘北，但魚住被赤木徹底地凍結。這次失敗深深刺激了魚住，並發奮鍛煉自己的體力及體格，以其可以力量跟赤木抗衡。十分在意人們對自己的評價為「除了高大就一無是處」，所以高中二經常自發鍛鍊自己不喜歡的步法，非常受後輩尊敬。可是在對戰湘北的熱身賽中被代替受傷的赤木上陣的櫻木花道批評「你跟大猩猩（赤木）比較起來，根本不值得一提」而非常的在意。是神奈川縣內唯一能抗衡赤木的優秀中鋒，但球商不高，縣內資格賽對海南與湘北皆深陷犯規麻煩，連續兩場都被搞下場後導致陵南連敗淘汰，提早結束高中籃球生涯。決定遵照父親期望成為日本料理廚師，也不念大學。且在最後說到希望陵南以後能打進全國大賽時便哽咽落淚。
湘北進入全國大賽後，已經引退的魚住搭車到廣島去看湘北對戰山王的比賽。進入會場時與剛要離場的森重寬和名朋工業的教練擦肩而過，但被名朋的教練以為是中年男子。進場後看到赤木被河田壓著打，發現他並不在狀態的情況下故意跑到場邊在赤木面前削蘿蔔以此鼓勵赤木，並以赤木為「比目魚」、河田為「鯛魚」為例，要赤木打出自己的風格。但被保全趕回觀眾席，回去時被河田以為他是赤木的爸爸。
在原作連載完後的黑板漫畫「十日後」中仍然無法忘情籃球而前往陵南籃球部探視，發現仙道都沒有去練習，於是帶了整隊跑去海邊找仙道結果才發現仙道沒在球場帶隊練球反而跑去釣魚，氣得對仙道大吼：「你那麼喜歡釣魚的話就和我交換，我來繼續當隊長！（從湘北對山王的比賽來看，到場觀戰的魚住應該要成為活魚料理廚師）」。從原作中過人身高、不善罰球與阻攻能力判斷，可能取材自NBA猶他爵士隊中锋馬克·伊頓（Mark Eaton）作为创作原型。
仙道彰（Sendoh Akira）
日本配音員：大塚芳忠；台灣配音員：于正昌（電視版、博英社VHS版〈後期〉、手遊版）／官志宏→趙明哲（博英社VHS版〈前期．中期〉）；香港配音員：李家辉
身高190cm，體重79kg，背號13號(1年級)→7號(2年級)。是神奈川縣公認的高中聯賽最優秀球員之一，攻守與組織傳導能力都屬當世頂尖，人稱「天才仙道」，是整部作品中唯一無死角的全能人物。
個性平時悠閒散漫，練球也不勤奮，但實際表現是最頂級的王牌級身手，是不折不扣的超級天才。曾被牧紳一、櫻木花道和赤木剛憲封蓋過火鍋。櫻木花道首次碰到仙道就說「我要打倒你」，激起了仙道的興趣。一年級在對湘北練習賽中獨得47分；但在次年的縣大賽中先以些微之差敗給海南大附屬，後又以四分之差敗給湘北高中，無緣晉級全國大賽。賽後仙道入選神奈川縣最佳五人，得分能力比牧紳一全面，綜合實力更在流川楓之上。
決勝聯賽對湘北的比賽包辦全隊最後的18分(福田投進第48分之後全部都是仙道得分)，可惜未能憑一己之力挽回敗局。魚住純畢業引退後，仙道理所當然接下陵南隊長一職，但從黑板漫畫「十日後」中可知個性散漫的仙道並不是稱職的隊長……
作者已表明仙道是參考湖人傳奇控球後衛魔術強森（Earvin Johnson, Jr）所創造的角色；因此才會具備其高控衛的傳導能力、優異的對位防守、與內外兼修的全面進攻能力。
在作者公開表明之前，普遍認為仙道的原型是「滑翔機」德雷克斯勒（Clyde Drexler），因為仙道具有那個時代少見的全能型身手，具身高優勢、且控球能力強，在球場上的位置鋒、衛皆可勝任，加上德雷克斯勒比喬丹早進入NBA聯盟，同時也比喬丹早進入NBA總決賽（1990年），更在1986-1987賽季中成為與「魔術師」強森、「大鳥」拉里·伯德並稱的三位數據可以達到21+6+6的人物，與漫畫中全能身手、爆發力出色的仙道最為相似。原著中，身為高中二年級生的仙道比流川楓（以喬丹早期為原型）更早成名，全能的球技上也都比喬丹表現得更為早熟，並更早和牧紳一（以魔術強森為原型）有過交手記錄，這與NBA德雷克斯勒較喬丹更早與魔術強森交手過這一點上是一致的。而現役NBA球員模板普遍認為是效力於達拉斯小牛的Luka Doncic 。
福田吉兆（Fukuda Kicchou）
日本配音員：石川英郎；台灣配音員：于正昌→孫中台／陳彥鈞（手遊版）；香港配音員：馮志輝（ATV版）
身高188cm，體重80kg。號碼13號，二年生。
禁區附近破壞力強大，有着高超的空切袭篮技术，得分能力强，但射程很短；中遠距离投射和防守能力比較拙劣，是一名攻優於守的球員。臺版暱稱「阿福」。曾因被田岡教練訓話而出手攻擊教練，為此福田被陵南勒令退隊，後來獲赦回歸陵南籃球部。直到決勝聯賽對海南附中才首度上場。其貌不揚，但其實性格纖細，自尊心極高，同時也很為隊友著想。視仙道彰為勁敵，也對樱木花道的能力感兴趣。
作為陵南隊攻擊箭頭表現出色，決勝聯賽對湘北的比賽中於上半場徹底打爆櫻木。但籃板球及關鍵時刻的表現卻被櫻木比下去，在終場結束前9秒成功的干擾赤木的跳投，就在球彈出籃框準備搶籃板時，被櫻木以「再見灌籃」結束。海南附中的神宗一郎國中時期隊友。當時神宗一郎對福田的映象不深。記得福田當時球技並不怎樣，但比較令人印象深刻的，他的進步速度很快。
一般讀者認為福田吉兆是取材於NBA猶他爵士的卡爾·馬龍（Karl Malone）。
池上亮二（Ikegami Ryouji）
日本配音員：綠川光；台灣配音員：何志威→官志宏（第18集起）→孫中台（電視版）／宋昱璁（手遊版）
身高183cm，號碼5號，三年生，副隊長，位置是前鋒。與福田相反，進攻能力普通但是有非常頂尖的防守能力，是陵南隊最佳第六人，常在關鍵時刻上場盯防對方重點球員。決勝聯賽對湘北的下半場主防三井，只讓三井投進1顆3分球。
相較於引退時淚眼汪汪要學弟邁向全國的魚住，很乾脆地向學弟說以後就靠各位爭取進軍全國的席次。
越野宏明（Koshino Hiroaki）
日本配音員：里內信夫；台灣：于正昌（電視版）
正選球員，身高174cm，體重62kg。號碼6號，位置是得分後衛。實力中庸沒有特色，被對位的三井兩度認為是個不難對付的角色，甚至曾吃過比自己矮小6公分的宮城的火鍋。但對勝利的執著卻是陵南隊中最高的，有追逐快要出界的籃球的執著，也曾試圖阻擋單人快攻的牧紳一，雖然失敗，但他那不畏懼牧那壓倒性的氣勢的膽色卻為人所知。
植草智之（Uekusa Tomoyuki）
日本配音員：塩屋浩三；台灣配音員：何志威、孫中台（電視版）
身高170cm，體重62kg。號碼8號，位置是控球後衛。被田岡教練認為雖然沒有太多過人之處，但失誤很少。可是在和湘北的熱身賽中面對對方的安田靖春也沒佔太多甜頭。而同樣對湘北爭奪全國大賽入場券的資格賽中面對宮城良田更失誤連連，最後因為在回防快攻時摔倒而被換離場。
相田彥一（Aida Hikoichi）
日本配音員：小野坂昌也；台灣配音員：官志宏；香港配音員：黃文偉（ATV版）
身高165公分，號碼15號，關西人。身高矮球技差，毫無上場機會；喜歡蒐集各隊資料，筆記本不離手，與其說是球員更像經理的怪咖。但蒐集的資料卻意外準確。曾幫助湘北蒐集出了豐玉的資料給湘北做參考。很尊敬體能勁爆的櫻木，但後來見識身高與自己相仿的宮城良田後田岡教練希望彥一以宮城為模板努力。正妹體育記者相田彌生是彥一的親姊姊。
口頭禪是帶著關西腔的「要記下來啊！」「我簡直不敢相信啊！」
菅平（Sugadaira）
日本配音員：辻谷耕史
背號11號，位置是中鋒。身高不詳，但宮城認為跟櫻木差不多。替補海南戰五犯畢業與湘北戰四犯暫時下場的魚住。雖有身高但體型偏細瘦，完全無法支撐陵南的禁區的肥料，不論攻防兩端都被湘北的赤木剛憲硬吃。
田岡茂一（Taoka Moichi）
日本配音員：石塚運昇；台灣配音員：官志宏
陵南高中籃球隊的教練，41歲。和海南高頭教練從球員時代就是勁敵，曾自稱自己是像仙道彰一樣的選手，而高頭是類似流川楓的選手，但陵南球員普遍不相信。擁有三十幾年的籃球生涯，對籃球一直抱持著夢想，5年前來到陵南開始招兵買馬，很賞識三井、宮城、流川、可惜三人各自以不同理由拒絕了田岡教練的招攬。後來特地至東京招攬仙道入校。對球員的訓練非常嚴格，以至曾引起魚住萌生退意與福田的反彈。後來雖然兩人歸隊，可惜遇到湘北異軍突起無緣晉級軍全國大賽。當初輕視櫻木與木暮兩人，但比賽收尾前田岡失算被這兩人擊敗淘汰。在黑板漫畫的後續「十日後」中表示將與海南高頭教練競爭日本青年代表隊教練的資格。

### 海南大學附属高中
神奈川縣內的最強球隊，連續17年打進全國大賽，在全國高中籃球界當中的知名強豪，在神奈川擁有「王者海南」的稱號，球隊特色是體力充沛、心理素質強大。在去年全國大賽四強準決賽中，最終以83：113慘敗於王者山王工業之手，止步於前四強，不過今年他們在全國大賽中因山王工業敗於湘北高中之手而有斬獲，最終獲得全國第二名。精神口號為「常勝」。
牧紳一（Maki Shin'ichi）
日本配音員：江川央生；台灣配音員：于正昌／孙中台→李香生（博英社VHS版）／吳文民（手遊版）；香港配音員：陳旭明（ATV版）
海南高中籃球隊的王牌兼隊長，身高184公分，體重79公斤，背號12號(1年級)→8號(2年級)→4號(3年級)。人稱“海南的怪物”，神奈川第一高手，獲選為MVP及神奈川最佳五人（包括神宗一郎、赤木剛憲、流川楓、仙道彰）之一。是本故事的大人物，即使離開神奈川縣，遠自名古屋也是人所共知的明星級球員。臺版暱稱「阿牧」。
雖然是控衛，但其實擁有小前鋒等級的身材，力量、體能、爆發力都是頂級水準，身高甚至跟隊中正選大前鋒武藤一樣，除了缺乏外線能力以外沒有死角。有絕佳的組織與臨場指揮能力，球商高且熱情，作風穩重成熟，絕不輕視對手，即使在縣內高高在上享負盛名，但對勝利仍抱著一顆飢渴的心，是海南組織攻守的核心人物。有單防赤木及跟櫻木對撞的身板與力量，也有防守宮城與藤真這類後衛的機動性。
喜歡衝浪所以皮膚黝黑，被櫻木花道誤認是海南的畢業校友，結果牧意外的很在意自己被說老氣而內心受傷，並且反指赤木看起來比自己還老，被櫻木稱呼為「中年人」。但是一聽到櫻木叫田岡「老頭子」，突然覺得「中年人」好像也還好。在湘北對陵南、湘北對豐玉和湘北對山王的比賽，有許多看台解說的鏡頭。
一般讀者認為，牧能從1號防守到4號的壯碩體型，以切入攻擊為主的輾壓式打法，除了比仙道更貼近湖人傳奇控球後衛魔術強森（Earvin Johnson, Jr），也十分貼近現役湖人隊小前鋒雷霸龍·詹姆士。因為詹姆士的出現，有人笑稱作者創造牧這個角色根本是先知。
清田信長（Kiyota Nobunaga）
日本配音員：森川智之；台灣配音員：官志宏／赵明哲（博英社VHS版）／張騰（手遊版）；香港配音員：陳偉權（ATV版）
一年生隊員，身高178公分，體重65公斤。號碼為10號，位置是2號位。擁有超強的彈跳力及純熟的控球技術，是本作中少數身高不突出卻有灌籃能力的球員。決勝聯賽對陵南時在魚住頭上暴扣，使得海南士氣大振進而逆轉比賽。
他自稱最佳新人，與流川楓同被視為神奈川縣籃球界的新星，但整體實力仍差流川不少。與櫻木同視流川為勁敵 。愛與同為10號球員的櫻木花道打嘴砲抬槓。被櫻木稱為「野猴子」，而稱櫻木為「紅毛猴」。雖然老是喜歡挖苦櫻木及蔑視流川，實際上卻是識英雄重英雄，湘北對山王落難並處於被淘汰邊緣時，是首個聲援湘北的海南球員，且承認他們2位不斷在進步。
「十日談」裡提到家裡有養狗，常常跟狗一起賽跑，卻反被狗拉著跑。
神宗一郎（Jin Souichirou）
日本配音員：神奈延年；台灣：何志威（第32集、第44集、第45集）、于正昇（第46集起）（電視版）
正選隊員，二年級生，身高189公分，體重71公斤，號碼為6號，位置是小前鋒。臺版暱稱「阿神」。初中時期是一位中鋒，但因為身形單薄，加入海南大附屬高中後，為了獲得出場機會而轉型為射手，堅持每天隊訓結束後練習投射三分球至少五百球。個性冷靜且體力充沛，為準度不亞於三井壽的三分射手，成為本屆神奈川縣大賽的得分王，場均得分30.3分，並同時入選縣內五人。曾為陵南隊福田吉兆初中時代的隊友。
高砂一馬（Takachigo Kazuma）
日本配音員：川津泰彥；台灣配音員：孫中台／陳彥鈞（手遊版）
正選隊員，三年生，身高191公分，體重80公斤。號碼為5號，位置是中鋒。髮型與樣貌很像赤木剛憲，在與湘北比賽最終決勝的關鍵時刻，櫻木花道因誤認其為赤木剛憲，出現傳球失誤導致湘北輸球。惟身形和力量都較赤木遜色，甚至面對腳踝扭傷的赤木也無法硬攻。
打球方式頗為聰明，與陵南高中的比賽中，誘致魚住純在吞下第4次犯規後又因為與裁判吵架而領到技術犯規而5犯離場。雖然實力不及赤木，在縣內受關注度也比不上魚住甚至花形，但實力其實不俗，赤木多次表示他是縣內高手之一，而他也有能力在搶籃板球方面壓倒櫻木，這是花形以至翔陽球員無法做到的。
一般認為，作者是以纽约尼克斯中鋒派屈克·尤英（Patrick Ewing）留著大學時期的髮型為設計藍圖。
武藤正（Mutou Tadashi）
日本配音員：鹽屋浩三；台灣配音員：何志威
正選隊員，三年級生，身高184cm，體重75kg。號碼為9號，位置是大前鋒。
海南隊的先發球員中，較不起眼的人物。雖然攻技術一般卻擁有頗佳的防守能力和體力，同時也有著不錯的傳球視野。曾運球連過數名湘北球員，在與武園高中比賽時，由於先發只派上武藤和阿神，因此不僅大展個人球技與特色頻頻得分甚至灌籃，也不斷靠著優秀的組織能力為隊友製造得分機會。
宮益義範（Miyamasu Yoshinori）
日本配音員：里內信夫；台灣配音員：于正昌
海南附屬中學籃球隊的後備球員，三年生，身高160厘米，體重42公斤，號碼為15號，位置是得分後衛。
因為個子矮小速度又慢，所以三年來一直都未獲出場機會，他也是少數撐過了海南嚴酷訓練的球員。而直到高中三年級對湘北高中的賽事，才獲得第一次替補登場機會，對位防守櫻木時也使櫻木不習慣而開始表現不穩。
唯一的優點就是三分球，與神宗一郎一同出場時在外線射爆對手。
特徵是比賽時會戴著護眼罩，被櫻木花道通稱為「外星人」。
高頭力（Takatou Riki）
日本配音員：佐藤正治；台灣配音員：官志宏
海南大學附属高中籃球隊的教練，訓練球員十分嚴格，但和海南隊員之間的關係都不差。在球員時期亦為名將。高中一年級時被譽為恐怖的超級新人，與田岡茂一為相差一屆的競爭對手。日後兩人分別於海南大學附中籃球隊和陵南高中籃球隊執教，兩隊皆為神奈川縣縣內四強常客。在球隊居於劣勢時會十分暴躁，但在比賽時洞察能力一流，對湘北的比賽輕易地看出櫻木的缺點以至在比賽中曾領先15分；在觀看湘北與山王工業的比賽中，湘北在一度落後24分之下瘋狂追分的過程中，以看出櫻木是為湘北帶來轉機的關鍵人物。稱海南隊上沒有天才型球員，只有努力的球員才能獲得上場機會。
此外，12号、14号队员全程参加了对武园的比赛，但仅交代他们是二线队员，未交代他们的名字等信息。
而8號球員為小菅，在武里戰有稍微出場。
全國大賽第二輪對戰岩手縣代表馬宮西高校時在下半場有不錯表現，幫助海南隊拉開差距，終場以104:49碾壓馬宮西高校。

### 翔陽高中
在神奈川大賽中為種子球隊，防守能力偏強，與湘北分在同一組，全隊先發除了隊長藤真之外清一色是190cm以上的長人球員，在身高方面極佔優勢。翔陽高中是本作中唯一沒有專職教練的籃球隊，只請到學校教師擔任顧問，由藤真負起球員兼教練的職務。至少已連續兩年打入全國IH大賽。精神口號為「鬥魂」。
有趣的是，位於日本神奈川縣橫濱市的松陽高等學校和其羅馬拼音都為"SHOYO"，據說就是其原型。
藤真健司（Fujima Kenji）
日本配音員：辻谷耕史；台灣配音員：何志威（電視版、手遊版）／趙明哲→于正昌（博英社VHS版）；香港配音員：雷霆（ATV版）
3年生，身高178公分，體重66公斤，翔陽高中籃球隊的王牌，並身兼教練，背號13號(1年級)→9號(2年級)→4號(3年級)。個性冷酷而睿智，擁有可以洞悉全場的觀察力，同時組織能力與三分球能力極為出色。在控球後衛的位置上，縣內的評價僅次於海南大附屬的牧紳一，兩人並稱「神奈川後衛雙璧」。藤真只在球隊落後或重大比賽時才會親自下場，平時以教練身分在場邊指揮，因此上場時還被櫻木誤以為是翔陽的替補球員。
對湘北時在宮城良田及流川楓的攻勢下，藤真不得不提早出場。藤真上場後翔陽明顯改頭換面，可惜最後仍不敵湘北爆冷出局。有些人認為翔陽如果能有專職教練讓藤真專心當球員，應該就不會爆冷出局了。
四強賽輸球後仍會跟花形和長谷川去看比賽，雖然嘴巴上說不想看海南的比賽，結果還是在海南對陵南的比賽到場觀戰。且在海南對陵南一戰最後讀秒階段時，仙道想造阿牧一個犯規這樣就可以打一個二加一使陵南贏球，但阿牧卻放棄防守使比賽拖入延長，但當時觀眾席上只有藤真看出了阿牧的用意是為了拖入延長海南勝算才會變大。
全國大賽結束後，藤真與三年級球員們繼續留在球隊，以冬季選拔為目標。
二年級時，在全國大賽對上豐玉高中時，一個人在八分鐘內狂砍二十多分(當時比數翔陽以41:36領先豐玉5分)，卻因被「王牌殺手」南烈看出為翔陽王牌，而被其正面攻擊重傷下場，因此額頭左上方留有疤痕；翔陽亦在藤真下場後被豐玉淘汰出局。
是一名左撇子，因此對方球員防守他的投射時會難以適應。球場之外時熱情洋溢，很有女孩子緣，能用左手投出棒球的曲球。在「十日後」裡面開始留起小鬍子，2年級的伊藤當場崩潰。
一般認為，該角色的原型是前猶他爵士隊12號球員約翰·史托克頓。他自1988–1989賽季起，連續9年榮獲NBA助攻王。在球場位置、活躍時期的重疊性，以及技術特點等方面，他與《灌籃高手》中的藤真健司高度相似，因此被視為該角色的參考藍本。
花形透（Hanagata Touru）
日本配音員：風間信彥；台灣配音員：于正昌（36集至46集）、于正昇（電視版）／劉傑（手遊版）；香港配音員：陳旭明（ATV版）
3年生，身高197公分，體重83公斤，背號為5、中鋒。戴方框眼鏡。為翔陽隊隊長及第二好手。
不同於赤木剛憲和魚住純這類傳統中鋒，屬於不硬打肉體戰的技術型中鋒。後仰跳投是他主要的得分武器，並善於使用假動作，甚至有外線能力。與藤真內外高低搭配是翔陽主要的攻擊模式。在翔陽高中的前兩年，花形上陣機會不多，可是勤奮的他到了三年級時，不但是翔陽的首發中鋒，更是藤真以外，領導能力最好的球員。
雖然球風偏柔，但實際上可以跟櫻木及赤木拚氣力，鬥志極為旺盛，缺點是面對逆境球的心態比較不知所措，和一但眼鏡被打破便會大大減低攻擊力。在與湘北爭奪四強賽落敗後常去觀看湘北的比賽，並且非常留意櫻木。在原作連載完後的黑板漫畫中換了新眼鏡。
长谷川一志（Hasegawa Kazushi）
日本配音員：鹽屋浩三；台灣配音員：何志威、官志宏（電視版）／蔣鐵城（手遊版）
3年、身高190cm 81kg、背號為6、F。翔陽高中籃球隊的隊員，位置為前鋒。
雖然在比賽中較不引人注目，但是防守功力扎實並且讓三井的體力不堪負荷。在國中時代慘敗給三井壽，因此不斷苦練球技，並以打倒三井壽為目標。在與湘北高中一戰中，曾語出驚人地說絕不會讓三井壽的得分超過5分。在上半場漂亮的封鎖下，使三井壽在上半場得分沒有超過5分，但下半場卻因為三井驚人的求勝意志，接二連三被三井突破防守而失分。翔陽輸球後仍會跟藤真和花形去看湘北和陵南的比賽。初中時期留和尚頭，升上高中後留著逆立衝天頭，原作連載完後的黑板漫畫中再次理成和尚頭。
永野滿（Nagano Mitsuru）
日本配音員：神奈延年；台灣配音員：孫中台、于正昌
3年、191cm 84kg、背號為7。翔陽高中籃球隊的先發隊員，位置為前鋒。
與湘北高中比賽時的對手是流川，比賽接近終盤與花形被灌籃的花道撞飛。原作連載完後的黑板漫畫中把眉毛弄得很細小。
高野昭一（Takano Shouichi）
日本配音員：幹本雄之；台灣配音員：何志威、孫中台（電視版）／陳彥鈞（手遊版）
3年、193cm 85kg、背號為8、CF。翔陽高中籃球隊的先發隊員，位置為中前鋒。
與湘北高中比賽時的對手是櫻木，下半場視四犯的花道為湘北的漏洞將比數一度拉開。雖擁有193的身高，但球技看來一般，得分技巧單調，籃板球比不上櫻木甚至流川；湘北戰最後時刻兩罰皆不中導致被追平比分。在海南對湘北觀戰中，自知櫻木是外行人但仍被打敗而不甘。原作連載完後的黑板漫畫中和永野一樣把眉毛弄得很細小。
伊藤（Itou Taku）
日本配音員：里內信夫；台灣配音員：于正昌
2年級生、180cm 71kg、背號9號、後衛。翔陽高中籃球隊的替補球員，對弱隊時的先發球員。當藤真健司不在場上時，由他頂替控球後衛，有一定的三分準度。

### 三浦台高中
村雨健吾（Murasame Kengo）
日本配音員：幹本雄之；台灣配音員：孫中台、于正昌（電視版）／蔣鐵城（手遊版）
3年、186cm、背號4號、SF。
三浦台主将兼隊長。他能夠灌籃，以及擅長背著裁判做些犯規似的小動作。
荒木一雄（Araki Kazuo）
日本配音員：森川智之、里内信夫（第31話）；台灣配音員：官志宏（電視版）／劉傑（手遊版）
快攻發動者、背號：5號、所屬：三浦台3年級、身高：186cm、位置：控球後衛(PG)
三浦台籃球隊的正選控球後衛，在與湘北籃球隊的比賽中依靠自己的能力壓制對手。與高津，川崎聯手防守赤木，使赤木無法得分。
宮本和成
台灣配音員：孫中台（電視版）
3年、187cm、背號6號、PF。
高津弘
3年、185cm、背號7號、SG。
川崎
3年、192cm、背號8號、C。
内藤鐵也（Naitou Tetsuya）
日本配音員：鹽屋浩三；台灣配音員：何志威（電視版）／陳彥鈞（手遊版）
動畫版原創人物，原作漫畫無此人物。背號9號，身高196cm，位置是大前鋒。三浦台高中秘密武器。
橄欖球隊出身，後被村雨健吾挖角進入籃球隊。其個人特色是一頭光亮的光頭。最初上場時曾令情勢一度倒向三浦台有利，作為一名粗枝大葉的球員，卻有準繩的罰球技術。但因其橄欖球員之特色，習慣性直線前進的特色被流川楓識破，導致分數大為落後。後在櫻木花道企圖灌籃時，他欲阻擋，卻被櫻木的“頂上灌籃”給擊昏（漫画中被击昏的是队长村雨健吾）。
原田
日本配音員：江川央生；台灣配音員：官志宏（電視版）
三浦台高中籃球隊教練。

### 武里高中
神奈川縣四強隊伍之一，前一年還跟陵南旗鼓相當。但在今年四強賽中以連續慘敗收場（與陵南之戰以64：117被屠殺，與湘北之戰以81：120遭痛宰（櫻木未上場），與海南之戰又以51：98慘敗），直落三難堪地被淘汰。該隊教練在對戰湘北前非常瞧不起湘北隊，認為跟湘北比賽盡可能拉大比分靠得失分晉級全國賽，跟湘北交手後才驚覺湘北實力今非昔比。精神口號為「心技一體」。
今村（Imamura）
背號6。

## 全國大賽登場學校
在IH全國大賽中，被評價為唯一AA級的有全國三連霸實績的超級名門山王工業，評價為A的有海南附中及愛和學院還有豐玉高中，評價為B的為熊本第三，湘北被評價為C。
除了以下這些球隊視為全國大賽強隊，還有兩支作者尚未介紹的全國著名強隊，一隊為千葉縣代表浦安商業，在IH全國賽第一回合以93：58大勝廣島縣代表隊湯來工業，另一隊為福井縣代表隊堀高中，在第一回合以74：40重創青森縣代表町田三商（井上雄彥的原手稿中還有提到一支沖繩縣代表的那霸水產，應該也是強隊，但漫畫中只有隊名沒有出場過）。

### 山王工業高中
全國大賽三連霸的名門學校，擁有許多全國等級的一流選手，三年來始終沒有能與之抗衡的球隊。球隊訓練嚴格、有髮禁，所有球員統一理平頭。在去年全國大賽準決賽中，以113：83大比分之差，痛宰海南大學附屬高中，最後蟬聯冠軍（最後決賽應該是跟福岡縣代表博多商大附屬打），今年再度以第一種子球隊參賽，因為陣中擁有二年級時已經鋒芒畢露的深津一成與河田雅史，以及一年級時就已經是王牌的澤北榮治，比賽前的練習賽又大勝畢業校友聯軍，因此本屆的山王又被譽為「史上最強的山王」。然而在下半場大幅領先的大好形勢下遭湘北隊奇蹟似的大反撲而意外落敗，也中止了IH3連霸。小平頭為其特徵。原型為秋田縣能代市的秋田縣立能代工業高等學校。

#### 山王籃球隊

##### 先發球員
最厲害的五名球員，有「山王五虎將」之稱。
深津一成（Fukatsu Kazunari）
- 日本配音員：奈良彻（THE FIRST SLAM DUNK）
- 香港配音員：蔡威賢（THE FIRST SLAM DUNK）
- 台灣配音員：張立昂（THE FIRST SLAM DUNK）
- 中國大陸配音員：張杰（THE FIRST SLAM DUNK）

3年、180cm→183cm、背番号9（2年）→4（3年）、控球後衛。主将。山王籃球隊隊長，個性沉著冷靜，擁有極為強悍的心理素質。關鍵時刻能夠穩定球隊，也是堂本最信賴的球員。口頭禪是“咧”。
擅長為人津津樂道的不看人的妙傳助攻，亦擅長3分球冷箭以及中距離跳投，防守能力也具有超一流水準，當湘北於對戰山王前夕觀看山王前一年的全國大賽四強賽對戰海南的錄影帶時，看見能夠單防牧紳一的深津後的宮城良田甚至馬上失去了自信。與牧紳一相比，唯一的短板是力量，與湘北的比賽最後關頭兩度被流川硬吃，並且被流川在自己面前射入反超前的兩分；另外與湘北比賽前夕，隊友透露深津並不擅長應付如宮城般快速矮小型後衞。
一年級時與河田雅史一同加入籃球社，令山王保持兩年間IH不敗紀錄，並且達成IH二連霸，其實力堪稱是全國級的頂尖選手，全面性更強於海南的牧紳一。與湘北對戰時對手是宮城，宮城在看過深津去年對海南的錄影帶後，不禁感到戰慄。
按打球風格，作者應該是以NBA底特律活塞的雙能衛喬·杜馬斯（Joe Dumars III）作為設計藍本，球衣背號同樣都是4號。
松本稔（Matsumoto Minoru）
- 日本配音員：長谷川芳明（THE FIRST SLAM DUNK）
- 香港配音員：郭湛深（THE FIRST SLAM DUNK）
- 台灣配音員：何志威（THE FIRST SLAM DUNK）
- 中國大陸配音員：邊江（THE FIRST SLAM DUNK）

3年、背番号6、得分後衛。183cm。當泽北被不在场上时，他就是山王的王牌，可以胜任得分后卫和小前锋的位置。
海南的武藤曾这样评价过松本稔：「如果澤北不在山王队，那么他在全国的任何一支球队都毫无疑问会是绝对的王牌。」下半場一開始頻頻在三井面前投籃以及閃過三井的防守，甚至無懼赤木的攔截，多次正面面對赤木的防守起手，然而其心理質素比澤北更差，面對體力不濟的而開始胡言亂語的三井，不知不覺的對三井產生了莫名的驚駭感，導致體力已經超越負荷的三井仍不斷飆進三分球，甚至在關鍵時刻誤判三井的假動作，導致三井完成四分打（三分球進算，犯規加罰一球），令山王對湘北原本最後1分鐘還握有5分領先卻縮小成一分差的緊張時刻。
澤北榮治（Sawakita Eiji）
- 日本配音員：武内骏辅（THE FIRST SLAM DUNK）
- 香港配音員：羅偉傑（THE FIRST SLAM DUNK）
- 台灣配音員：傅品晟（THE FIRST SLAM DUNK）
- 中國大陸配音員：郝翔海（THE FIRST SLAM DUNK）

2年、188CM/77KG、背番號13（1年）→9（2年）、小前鋒。
山王王牌，被公認為全國第一的最強高中生，本作品中個人得分能力最強的角色。但缺點在於容易因缺少強敵而精神不集中，心理素質比起深津與河田顯得薄弱許多，甚至在對戰湘北的最後數分鐘，球隊被湘北瘋狂追分的時候，還在意著宮城與櫻木那無關痛養的對話。初中時期曾與仙道交手，仙道的回憶中說他不論怎樣也無法戰勝他，不過仙道把他的名字記成「北澤」，使流川一開始沒認出澤北。
上半場因無法集中精神比賽而失誤連連被學長深津與河田「驅逐出場」。但當他能集中精神比賽時球技到令人嘆為觀止，在關鍵時刻即使是身為學長的深津與河田對他無極限的單打都毫無意見，此時的流川在澤北眼中也是破綻百出；在比賽最後20秒，山王工業落後一分，澤北擔負起反敗為勝的一擊，以中距離跳投再次為山王工業反超前比分，可是最後的疏忽，流川意外的將球交給櫻木跳投絕殺，結果山王爆冷淘汰出局。
在山王工業很受女生歡迎，被認為是「山王有史以來最帥的籃球員」，因而被隊中中鋒河田嫉妒，並常常借故教訓他，是個愛哭鬼，但平時的表情卻好像很冷靜。個性有點少根筋，有點容易上當被騙。
全國大賽結束後離開山王前往美國發展，並在飛機上惡補英文。
名字的來由是日本棒球界的傳奇人物 - 澤村榮治。
一般認為，作者是以NBA奧蘭多魔術隊的1號暱稱「Penny」（一分錢）的安芬尼·哈德威（Anfernee Hardaway）作為設計藍本，球衣背號則參考自美國夢幻1代麥可·喬丹（Michael Jordan）的9號。
野邊將廣（Nobe Masahiro）
- 日本配音員：鶴岡聰（THE FIRST SLAM DUNK）
- 香港配音員：黎家希（THE FIRST SLAM DUNK）
- 台灣配音員：待查詢（THE FIRST SLAM DUNK）
- 中國大陸配音員：吳磊（THE FIRST SLAM DUNK）

3年、背番号5、中鋒。198cm-200cm/94kg。
由於其出色的搶籃板能力，被提拔為山王工業正選隊員。非常擅長SCREEN OUT（卡位）。由於臉型長得像摩艾石像，被櫻木稱為「摩艾人」、「圖騰柱」。身材高大，體型精實，為山王工業先發五人中身高最高者。在上半埸，櫻木未曾在他手上搶得一球籃板，但是下半埸湘北落後的時候，被櫻木以扯衣服等方式打亂了其情緒，接連被櫻木搶走籃板，到三井重新射三分球搶分之時，與河田雅史一起搶籃板，卻輸給了櫻木驚人的彈跳能力。赤木大猩猩灌籃之後堂本改讓河田對位櫻木，即被換下場由河田美紀男上場對位赤木。
河田雅史（Kawata Masashi）
- 日本配音員：鹿糠光明（THE FIRST SLAM DUNK）
- 香港配音員：何偉誠（THE FIRST SLAM DUNK）
- 台灣配音員：陳彥鈞（THE FIRST SLAM DUNK）
- 中國大陸配音員：劉琮（THE FIRST SLAM DUNK）

3年、背番号14（2年）→7、後衛→中前鋒。165cm→194cm/92Kg。剛入學時只有165cm，一年間長了25cm，位置從後衛到前鋒再到中鋒，這些經驗使他成為高中界最強的中鋒。
奇特的外貌被櫻木譏為「東非猿人」「禿頭猩猩」引來其弟美紀男一陣笑。高智慧與超乎體型限制的敏捷打法幾乎能將神奈川第一中鋒赤木完全壓制，令原本對赤木感興趣的深澤體育大學隊長感嘆：「如果現在的赤木成為大學的中鋒，那他一定是個優秀的中鋒；但若是河田呢？他毫無疑問會是前三名的中鋒。」
由於原本是後衛的緣故，除了能夠在籃下得分外，也能夠以中距離投籃得分，甚至3分都敢自投自搶，超強的個人能力，體格與技巧使他對自己充滿自信，持球後便不會傳出，堅持自己拿分，或突然的長傳拋射。籃球報記者相田彌生的助手中村稱他「身材高大球技又好」一年級時與深津一同加入籃球社之後完成兩年間IH無敗績與二連霸。
按打球風格，作者應該是以NBA鳳凰城太陽隊的大前鋒查爾斯·巴克利（Charles Wade Barkley）作為設計藍本。

##### 板凳球員
一之倉聰（Ichinokura Satoshi）
- 日本配音員：岩城泰司（THE FIRST SLAM DUNK）
- 香港配音員：待查詢（THE FIRST SLAM DUNK）
- 台灣配音員：夏治世（THE FIRST SLAM DUNK）
- 中國大陸配音員：郭浩然（THE FIRST SLAM DUNK）

3年、背番号8、得分後衛。170cm。
全國有名的防守專家，耐力過於常人。跑馬拉松時，連田徑隊的人都不是他的對手。
在山王極端嚴格的訓練下，就連深津、河田、澤北、野邊都曾經翹過，唯獨一之倉沒有。曾在大考時感到腸胃痛，但仍堅持到考試結束，結果送醫後確診為急性盲腸炎。被稱為＂忍耐力之男＂。在山王教練堂本要求下成為該場先發球員，目的在消耗＂炎之男＂三井的體力。在與湘北的比賽中，雖然被一開始被三井連續三分球爆風轟炸，但隨後便以更堅實的 ＂侵略性防守＂把三井黏得死死的，導致三井下半場打沒幾分鐘即體力不支。
河田美紀男（Kawata Mikio）
- 日本配音員：鹿糠光明（THE FIRST SLAM DUNK）
- 香港配音員：待查詢（THE FIRST SLAM DUNK）
- 台灣配音員：待查詢（THE FIRST SLAM DUNK）
- 中國大陸配音員：巴赫（THE FIRST SLAM DUNK）

1年、210cm→215cm 130kg、背番号15、中鋒。
河田雅史的弟弟，長相酷似其母親真紀子。被樱木戏称为“肉丸人”，流川則稱他為「橫綱」。
口頭禪是：「對不起，大哥！」，道歉次數頻繁到哥哥河田雅史都受不了。體型巨大，個性和善、樂天、慢條斯理，山王人稱「慢條斯理的美紀男」，常被櫻木發言逗笑。但靠著龐大的體型，只是輕輕的轉身接觸便能將櫻木碰倒，然而球技粗糙，只会篮下抢位转身投篮這「一千零一招」，被櫻木識破之後幾乎喪失得分能力而被換出；到了下半場中後段湘北瘋狂追分時再度上場取代野邊防守赤木，但湘北下半場第二波反擊過程中完全無法阻擋赤木的攻勢，令河田雅史不得不兼顧弟弟。籃球前途相當被看好，但最缺乏的是經驗與自信。
堂本五郎（Doumoto Gorou）
- 日本配音員：真木駿一（THE FIRST SLAM DUNK）
- 香港配音員：袁德基（THE FIRST SLAM DUNK）
- 台灣配音員：張騰（THE FIRST SLAM DUNK）
- 中國大陸配音員：林強（THE FIRST SLAM DUNK）

山王工業籃球隊教練，雖率領常勝軍，卻從不輕敵。對於一支Ｃ級球隊（湘北）能擊敗Ａ級（豐玉）隊伍，展開徹底剖析。球隊被湘北絕殺止步第2輪後，勉勵球員球隊也會有輸的時候，輸球是很珍貴的經驗。

### 豐玉高中
去年全國八強之一，主要以跑轟戰術為主的球隊。在大阪縣內賽中，以134：101大勝濱田義塾及以129：114大勝大電大附屬，還有在四強賽中以116：96大勝東岸學院及以143：108大勝池谷，是一支相當重攻擊的球隊，可惜在跟大榮學園比賽時，因隊長南烈未上場而完全被壓制，最終以55：68慘敗於大榮學園，以大阪府第二名身分打入IH全國大賽，此隊包辦縣內得分排行榜前三名。豐玉的校風剽悍，球員及加油團都相當跋扈，喜歡羞辱及挑釁對手，先發球員雖然有著A級實力，對勝利有異常執著，但球品不為人所喜；球員私下的小動作很多；比賽中經常有雜念而無法集中精神比賽加上與新教練金平之間關係極差，令關鍵時刻球隊宛如一盤散沙。精神口號為「努力」。
南烈
3年、184cm、背號9（2年）→4、SF。主將。
大阪第一得分手，球技出眾、能傳擅射、三分球出手又快又準，但喜歡以小動作架拐子導致對方受傷等方式逼退對手，因此評價並不好。去年IH大賽對陣翔陽高中時，無意間真的擊中了對方王牌球員藤真，導致球隊反敗為勝。至此開始將這種行為合理化。得名“王牌殺手”。櫻木稱他「（鍋蓋頭（台版）／茅王（港版）」。
今年對陣湘北時「故計重施」刻意打傷流川左眼，但因流川楓求勝意志強烈導致南烈遭罪惡感反噬，使得豐玉自亂陣腳，最終被湘北迎頭趕上，雖然最後2分鐘復活連續投進2顆3分球，最後仍以87：91飲恨出局，賽後的南烈特地跟流川楓道歉，並且送上自家賣的消腫特效藥膏，讓流川楓在對上山王工業前左眼的傷勢得以康復。
岸本實理（Kishimoto Minori）
日本配音員：田中一成
台灣配音員：何志威
3年、188cm、背號5、PF。
大阪二號得分手，他是大阪僅次於南烈的射手，和南烈關係極佳，一齊作為支柱撐起球隊，防禦能力很強，脾氣暴躁。但在全國並不出名，曾對仙道出言侮辱，讓相田彥一記恨在心，主動挑釁牧紳一反被牧紳一極度無奈表示「對不起，你究竟是誰？」引來櫻木、三井、宮城、清田瘋狂恥笑之後再被櫻木揶揄更是怒火中燒。與湘北比賽時他的對手是櫻木，曾以小動作刻意衝撞櫻木，但反被櫻木反撞。驚訝於櫻木的蠻力與彈跳力。稱櫻木為「蠻牛」。
板倉大二朗
2年、183cm、背號6、PG。 Itakura Daijirou
大阪三號得分手，在大阪場均可拿25分，擅長射三分球，在和湘北的比賽中，他不停地拿宮城良田的身高挑釁，搞得宮城非常惱火。
矢嶋京平
3年、180cm、背號7、SG。
豐玉隊的先發SG，有一定切入能力，但樂於通過掩護擋人和傳切幫助隊友製造得分機會，在與湘北的比賽中對手是三井壽。
岩田三秋
3年、190cm、背番號8、C。
豐玉高中籃球隊隊員。豐玉隊的主力中鋒，在籃下有很好的防衛能力，但是比起赤木剛憲對抗力明顯不足。
大川輝男
台灣配音員：于正昌
1年、181cm、背號14。
台灣配音版誤稱大川輝雄，是相田彥一的昔日同學，年少時在籃球方面曾受過相田彥一的指導。後來相田彥一前往大阪拜訪隸屬於豐玉高中籃球隊的大川輝男，大川輝男除了身高長高不少外，態度更是變得傲慢。
北野
豐玉的前教練，現今豐玉的主力球員都因仰慕北野的跑轟戰術而加盟。 （八成攻擊，兩成防守）深受球員們愛戴。之所以重視跑轟戰術，理由是不管再怎麼練也不可能在短時間進步神速，於是出此奇策。更深層的目的，是希望球員們能因此喜歡上籃球。與湘北高中的安西教練過去都曾在大學籃球執教過，兩人執教的學校的球風迥然不同（北野率領的學校重跑轟，安西率領的學校重紮實進攻與傳導）。爾後也都到高中執教，當時的豐玉雖然曾稱霸大阪地區預賽，最後因為多年都只打進全國大賽8強奪不下冠軍而被開除。與安西教練之間算是亦敵亦友的關係，在安西教練率領的湘北擊敗豐玉高中後，與安西教練在當地的居酒屋一起喝酒談心聊往事。
金平
豐玉的現任教練。因前教練北野的跑轟戰術最多只能令豐玉進入IH前八強，因此遭學校高層的經營者們撤換。要求豐玉選手放棄跑轟戰術，加強防守訓練。但也因此造成豐玉球員的反彈。

### 愛和學院高中
愛知縣亞軍代表。在IH全國大賽第一回合比賽中，愛和學院以103：58大勝兵庫縣代表隊橫玉工業，後又打敗熊本縣代表隊熊本第三高中，打進第三回合，並且到山王工業與湘北的比賽中觀戰。後湘北傾盡全力打敗山王，晉級第三輪；但湘北也付出極大的代價，因此愛和學院坐收漁翁之利痛宰湘北，晉級接下來的比賽。
諸星大（Moroboshi Dai）
日本配音員：中尾巖雄
台灣配音員：孫中台
3年、186cm、SG、背番號4。主將；生日：9月9日。
愛和學院的主力球員，背號4號，位置為得分後衛。表現亮眼，技冠全場，有「愛知之星」的英名。
在和名朋工業比賽時，遭森重寬蠻力灌籃重擊受傷，抬下場時被前來觀賽的牧紳一和櫻木花道看見。他受傷後，愛和學院落後達30分；儘管在比賽結束前最後5分鐘復活上場，趁著森重寬五犯畢業的優勢，一路飛快追趕，但由於前半場分差太大，無奈仍以68：74敗給名朋工業，以亞軍代表愛知縣參加全國大賽。
球隊教練認為他有打倒澤北榮治的實力，但自己在這方面沒有自信。看到流川楓在對澤北時破繭而出的表現，認為流川已經能夠與澤北比肩。

### 名朋工業高中
森重寬（Morishige Hiroshi）
日本配音員：石川英郎
台灣配音員：何志威
台版暱稱阿寬，名朋工業的1年級中鋒，身高199cm，體重100kg，背號15號。體形非常強壯，被認為是超級新人。絕招是強力灌籃，常因掛在籃框上太久而被判技術犯規，原因是他最喜歡看著別人倒在他腳下。無論得分、籃板球及封阻能力都非常驚人。有一次櫻木花道想撞倒他，但卻被森重寬輕輕一撞就倒地了。自此以後，他成為櫻木花道的長期假想敵。
在名朋工業與愛和學院的比賽中，曾撞倒諸星大，並迫其離場，因此領先多達30分；但後灌籃時因為造成犯規，使他5犯畢業，也因此讓剛上場的諸星大有機可乘，追回失分；不過，名朋工業最後仍以74：68，6分之差獲勝，確定以愛知縣第一種子的名義打入全國大賽，並成為第2號種子球隊(IH全國大賽現實的賽制左上為一號種子、右下為二號種子、右上為三號種子、左下四號種子及左中五號種子。博多商大附屬應該是去年亞軍可能是九州賽區積分不及東海賽區愛和和常誠的積分而導致退居第三種子。)。後在全國大賽，名朋工業與靜岡縣代表隊常誠的比賽中大出鋒頭，共得50分、22籃板、10次阻攻的「大三元」佳績；名朋工業最後以102：56痛宰常誠，並且重創了常誠隊長禦子柴，確定晉級16強。
其球風是以當時效力於奧蘭多魔術隊的超級新人中鋒俠客·歐尼爾為原型創作。

### 大榮學院高中
土屋淳（Tsuchiya Atsushi）
三年級，背號4號，190cm 89kg，主將。位置3～5號都可，是大榮學園籃球隊核心，非常善於閱讀球場。
在對豐玉的比賽中，沉著冷靜，對岸本的挑釁毫不理會，將比賽的節奏控制得相當好，完全壓制了豐玉的攻勢。可惜在其後的漫畫中無機會見到他的表演。相田彥一前往大阪調查時，認為他是陵南在魚住引退後新球隊的目標。在全國大賽第一回合比賽中，雖然不知他的表現如何，但是唯一可獲知的是，大榮學園仍以81：48重創千葉縣代表隊富房高中。

### 常誠高中
靜岡縣冠軍代表（推測應該為靜岡縣冠軍，因為另一支靜岡縣球隊濱之森高中首輪敗給山形縣代表隊後關高中，而後關第二輪碰上強敵京都府代表隊洛安高中應該也是慘敗;換言之如果常誠是靜岡縣亞軍代表隊，會變成後關高校有4-8強級別水平甚至強過常誠，這完全不合邏輯。）。在與湘北的練習賽中打出1勝1敗1和的成績，而在這之前就已經代表靜岡縣打入全國大賽。在全國大賽中第一回合，以79：34重創山口縣代表隊原口商業；但卻在第二回合對上名朋的比賽，以56：102慘敗給名朋工業，無緣晉級16強。
御子柴（Miko Shiba）
日本配音員：山野井仁
台灣配音員：何志威
常誠高中隊隊長，背號4號，全國大賽第2輪球隊慘敗給名朋工業後大受打擊。一開始有點瞧不起第1次打進全國大賽的湘北，在經過練習賽後轉為認同湘北的實力。
湯船（Yufune）
台灣配音員：官志宏
常誠高中隊員，背號8號，在和湘北的練習賽中曾連續三分球命中。
教練（kantoku）
日本配音員：麻生智久
台灣配音員：胡大衛
常誠高中隊教練，安西光義的學弟，對前來集訓的湘北隊一點都不輕視。

## 電影版登場學校

### 武園高中
湘北第二次友誼賽的對手（第一次是陵南），在神奈川預賽8強對上海南，被對方在留手下（僅神及武藤2位主力先發上場，牧、高砂及清田都坐板凳）及正選（小田）有傷患下以78：150慘敗。同样参加对海南队比赛的5号、8号球员未交代姓名等信息。
小田龍政（Oda Tatsumasa）
日本配音員：石川英郎（動畫版）、鈴置洋孝（劇場版）；台灣配音員：何志威（動畫版）、李世揚（劇場版）；香港配音員：劉昭文（安樂劇場版）
1年級、185公分、背號9號、C。
漫畫第1卷第1格曾提到名字，於動畫及劇場版登場。為櫻木花道的國中同學。因在國中時期瞧不起櫻木的不良作為，所以拚命練球。後來在武園與湘北的友誼練習賽中，武園敗給湘北（雖然僅小輸3分，但當時三井與宮城尚未歸隊），也對櫻木有了肯定。對海南一役時，因腳踝扭傷，幾近放棄與葉子的夢想，被櫻木及櫻木軍團點醒之後才又憶起。最後武園輸球，但是卻使得與櫻木和櫻木軍團的友誼加深。
岛村葉子（Shimamura Youko）
日本配音員：白鳥由里（動畫版）、皆口裕子（劇場版）；台灣配音員：王中璇（動畫版）、龍顯蕙（劇場版）；香港配音員：林元春（安樂劇場版）／劉惠雲（鐳射娛樂版）
漫畫第1卷第1格初登場，動畫劇場版第1作其公佈全名。為櫻木花道的國中同學。面容清秀，有一雙憂愁的明眸。也是第50位甩掉花道的女生。小田的戀人。在劇場版與湘北的友誼練習賽中，被小田與花道光明的比賽感動。在動畫版與海南區域選拔賽中，對帶著腳傷的小田上場比賽其擔心傷勢惡化。
黛
背号4号。
结城
背号7号。

### 津久武高中
湘北在神奈川大會時第4輪的對手，為縣內前8強的古豪強校之一，劇場版追加了人物的詳細設定。最終以111：79慘敗湘北。
南鄉洸一郎（Nangou Kouichirou）
日本配音員：立木文彥；台灣配音員：李世揚
1年級、192公分、83公斤、背號15號、C。
因想博得女生們的歡呼而加入籃球隊。某天早上騎摩托車上學路上經過公園時對正在打球的晴子一見鍾情，讓花道感到不滿，挨花道的頭垂攻擊仍沒倒下，最後提出贏者就可和晴子約會。隊長伍代曾說雖然他是隊上的問題兒童，但其實是籃下重要的得分人物。電視動畫與劇場版中，比賽尾聲時被櫻木5犯畢業時撞倒。
伍代友和（Godai Tomokazu）
日本配音員：真地勇志；台灣配音員：林士程
3年級、180cm 78kg、背番号4、SG。主将。北村中学校xdd
津久武的3分射手，跟赤木和木暮是同一所中学籃球隊的隊員，跟湘北對決的下半場比賽從花道手中強行搶球結果被判犯規，對裁判的判決有意見結果被判技術犯規而退場，使得津久武失去得分的主力導致慘敗於湘北。
夏目博志（Natsume Hiroshi）
日本配音員：風間信彥；台灣配音員：陳彥鈞
3年級、160公分、55公斤、背號7號、PG。
津久武的控球後衞，其絶技CrossOver曾數次突破宮城的防守。
峰健太（Mine Kenta）
日本配音員：石川英郎；台灣配音員：于正昇
3年級、174公分、68公斤、背號8號、F。
和泉隆（Takashi IZUMI）
日本配音員：不明；台灣配音員：林谷珍
3年級、副主將。
川崎一美（Kawasaki Kazumi）
日本配音員：堀秀行；台灣配音員：孫中台
監督，教導伍代3分投射，令伍代以外投跟湘北對決，曾經是安西光義在大學的學生。

### 綠風高中
為神奈川縣新創立的學校，資金相當雄厚，並有專屬的籃球體育館，目前學生只有1年級與2年級生，預計冬天開始正式參加神奈川冬季選拔賽。在海南與湘北比賽之後，對湘北提出練習比賽。經理藤澤期望集合有全國大賽實力的選手，為綠風高中達成稱霸全國的心願。
麥可·沖田（Michael Okita）
日本配音員：古川登志夫；台灣配音員：李世揚
2年級、192公分、85公斤、背號13號、SF。
美裔日本人，金髮碧眼。是隊上的主力球員及實質領袖。因綠風高中的援助到美國學習籃球，同時受到NBA的注目。與湘北的練習賽後再度前往美國。
名高光（Nadaka Hikaru）
日本配音員：掛川裕彦；台灣配音員：林士程
2年級、195公分、88公斤、背號4號、C。
沖田不在的時候擔當隊長，非常討厭一人球隊，所以轉學到綠風高中。
克美一郎（Katsumi Ichirou）
日本配音員：金丸淳一；台灣配音員：于正昇
1年級、185公分、72公斤、背號5號、SG。
三井國中時代的學弟，與三井同樣以三分球為主要武器，內心其實相當尊敬三井，卻也非常想要打倒三井。
戶塚哲也（Totsuka Tetsuya）
日本配音員：鹽屋浩三；台灣配音員：孫中台（前半場）／陳彥鈞（後半場）
2年級、180公分、75公斤、背號9號、PF。
跑步速度超快的球員，甚至比櫻木還要快，但是缺點為體力不足，在比賽中後期就被換下。
海老名嘉（Ebina Yoshi）
日本配音員：幸野善之；台灣配音員：林谷珍（前半場）／孫中台（後半場）
2年級、177公分、61公斤、背號6號、PG。
球隊中穩扎穩打的球員，但因為經理藤澤的任性，只好下場休息。
鶴見精二／啓二（Tsurumi Seiji / Keiji）
日本配音員：風間信彦；台灣配音員：李世揚
都是2年級、175公分、68公斤、背號7號、8號，都是PG。
號稱「綠風的祕密武器」，是一對雙胞胎兄弟，兄為精二，弟為啓二。
藤澤惠理（Fujisawa Eri）
日本配音員：冬馬由美；台灣配音員：傅其慧
球隊經理，為綠風高中理事長的女兒。希望招攬擁有全國大賽實力的選手，當時也想拉攏流川楓加入，卻因為流川楓在睡覺而失敗。因為凡事都以贏球為前提，比賽中一度對大船教練大吼，之後被沖田說服。
大船（Oofuna）
日本配音員：嶋俊介；台灣配音員：林谷珍
球隊教練，但實權被掌握在經理藤澤手上，不過卻相當了解自己的球員。

### 富丘中學
彩子和流川畢業的國中，在湘北VS海南中全隊成員於觀眾席觀看比賽，水澤一郎向旁邊曾和流川打球經歷的前輩問「那個背號11號（指流川楓）去年真的還是學校校隊成員之一嗎」？前輩的回答「沒錯，當時流川已經是該校的主力王牌（當時背號為4號），雖然很冷酷，但是卻帶領該校打出一場又一場的精彩好球」。語畢，水澤回應「他加入富士丘中學真的是他的榮幸」然後全體隊員替流川加油，在流川一次又一次的殺入海南的禁區砍分，全體球員大聲歡呼。
水澤一郎（Mizusawa Ichirou）
日本配音員：石田彰；台灣配音員：李世揚
3年級、184公分、背號4號、F。
流川楓中學時代的學弟，富士丘中學籃球部前隊長，在神奈川縣初中籃球界人稱神奈川縣第一前鋒，對流川十分憧憬。
水澤茜（Mizusawa Akane）
日本配音員：鷹森淑乃；台灣配音員：龍顯蕙
水澤一郎的親姐姐，赤木晴子的初中同學。高中1年級。

## 其它
T博士
日本配音員：鹽屋翼；台灣配音員：官志宏；香港配音員：盧傑群（ATV版）
擔任穿插解說的角色，負責解說籃球規則與專業術語，是作者井上雄彥在《灌籃高手》裡的化身。

## 腳註
1. 1 2 3 4 5  映画『THE FIRST SLAM DUNK』公式 [@movie_slamdunk].  (推文). 2022-11-04  [2022-12-03] –Twitter （日语）.
2. 1 2 3 4 5  《#灌籃高手 THE FIRST SLAM DUNK》先發五人介紹篇－中配版. 台北喜電影於Facebook. 2023-01-05  （繁體中文）.
3. 1 2 3 4 5 6 7 8 9 10 11 12 13 14 15 16 17 18 19 20 21  《#灌籃高手 THE FIRST SLAM DUNK》中配完整名單公開. 台北喜電影於Facebook. 2023-01-25  （繁體中文）.
4. 1 2 3 4 5  . TOPick. 2022-12-16  [2023-01-05]. （原始内容存档于2023-01-05） （中文（香港））.
5. ↑  MedialinkHongKong, ,   [2023-01-02], （原始内容存档于2023-01-05） （中文（香港））
6. ↑  MedialinkHongKong, ,   [2023-01-01], （原始内容存档于2023-01-05） （中文（香港））
7. ↑  MedialinkHongKong, ,   [2023-01-08] （中文（香港））
8. ↑  MedialinkHongKong, ,   [2022-12-29], （原始内容存档于2023-01-05） （中文（香港））
9. ↑  MedialinkHongKong, ,   [2023-01-05], （原始内容存档于2023-01-05） （中文（香港））
10. 1 2 3 4 5 6  灌籃高手單行本第23集47頁
11. ↑  Milk Magazine, ,   [2023-01-13], （原始内容存档于2023-02-24） （中文（香港））